# Ascomorpha ovalis
Ascomorpha ovalis is een soort in de taxonomische indeling van de raderdieren (Rotifera). 
Het dier behoort tot het geslacht Ascomorpha en behoort tot de familie Gastropodidae. De wetenschappelijke naam van de soort werd voor het eerst geldig gepubliceerd in 1892 door Bergendahl.